# 今井美範
今井 美範（いまい みのり、1982年10月23日 - ）はドイツのミュージカル女優。元劇団四季所属。三重県桑名市出身。

## 人物・略歴
ドイツ系アメリカ人の父と日本人の母を持つハーフ。
2001年、名古屋芸術大学音楽学部声楽科に入学。2002年に劇団四季に入団し、大学を中退。
ライオンキングのナラ役や、アイーダのアイーダ役、ウィキッドのエルファバ役などで主演。
その他、前述の「アイーダ」ではアンサンブルでネヘブカを演じ、「ウィキッド」では同じくアンサンブルで、グリンダの友達のシェンシェンや、エルファバの母などを演じる。
マンマ・ミーア!にも出演し、劇団四季 ソング&ダンス55ステップスへの出演を最後に、2010年、劇団四季を退団。同年に結婚後、ドイツへ渡る。
2011年、「ウィキッド」ドイツ版にアンサンブルで出演。その後ドイツのツアー版キャッツではタントミール（日本でいうカッサンドラ）ディミータ、グリザベラを演じ、翌年はベルリンのコーミシェオペラでウエストサイド物語のアニタ役を熱演。

## 出演舞台
- ライオンキング（ナラ）
- マンマ・ミーア!（アンサンブル）
- アイーダ（アイーダ、ネヘブカ、アンサンブル）
- ウィキッド（エルファバ、アンサンブル（シェンシェン、魔女の母（レコーディングのみ）、ファニー（ドイツ公演）））
- 劇団四季ソング＆ダンス ～55ステップス～（ボーカルパート）
- ドイツ版キャッツ（グリザベラ、ディミータ、タントミール）
- ドイツ版ウエストサイド物語（アニタ）